# Belleville, Michigan
Belleville är en ort i Wayne County i delstaten Michigan, USA.